# 刘乘 (十六国)
刘乘（3世纪—310年），十六国时汉赵大臣。
刘乘官至侍中。310年，汉国皇帝刘渊去世，太子刘和即位。刘乘一直怨恨楚王刘聪。和宗正呼延攸、卫尉西昌王刘锐一起密谋，建议刘和对付大司马刘聪。七月二十日夜，宣召安昌王刘盛，安邑王刘钦。刘盛反对自相残杀，呼延攸、刘锐命令左右随从杀了刘盛。刘盛死后，刘钦只得听从刘和的旨意。”七月廿一日，刘锐带领马景在单于台攻打楚王刘聪，呼延攸带领永安王刘安国到司徒府攻打齐王刘裕，刘乘带领安邑王刘钦攻打鲁王刘隆，尚书田密、武卫将军刘璿攻打北海王刘乂。田密、刘璿带着刘乂归附刘聪，刘聪就有了防备，刘锐回师，与呼延攸、刘乘一起攻打刘隆、刘裕，呼延攸、刘乘怀疑刘安国、刘钦有异心，就将刘安国、刘钦杀害。同日，杀齐王刘裕，七月廿二日，杀了鲁王刘隆。七月廿三日，刘聪攻克西明门。七月廿四日，刘聪在光极殿西室杀刘和，擒获刘锐、呼延攸、刘乘，将他们斩首，悬挂他们的头颅在交通要道。 